# Інженерний провулок (Київ, Печерський район)
Інжене́рний прову́лок — провулок у Печерському районі міста Києва, місцевість Печерськ. Пролягає від вулиці Князів Острозьких до вулиці Івана Мазепи.

## Історія
Провулок виник наприкінці ХІХ — на початку XX століття під сучасною назвою, відтоді існує під цією назвою незмінно.
Близько 2004 року існували плани знесення будинку № 2 на вулиці Івана Мазепи і, як результат, ліквідації провулка, однак ці плани не виконано.

## Цікаві факти
Інженерний провулок завдовжки 83 м офіційно вважається найкоротшою вулицею (провулком) Києва.
Його також можна в прямому сенсі вважати «вулицею з трьох будинків», хоча лише один з трьох будинків належить до провулка, решта будинків належить до вулиці Івана Мазепи: будинок, що займає весь непарний бік провулка (№ 2 на вул. Івана Мазепи) і будинок, що розташований в кінці провулка з парного боку (№ 4/6 на вул. Івана Мазепи).
Єдиний будинок провулка має № 4, також у дворах розташовані два флігелі — № 4-а та № 4-б.

## Зображення

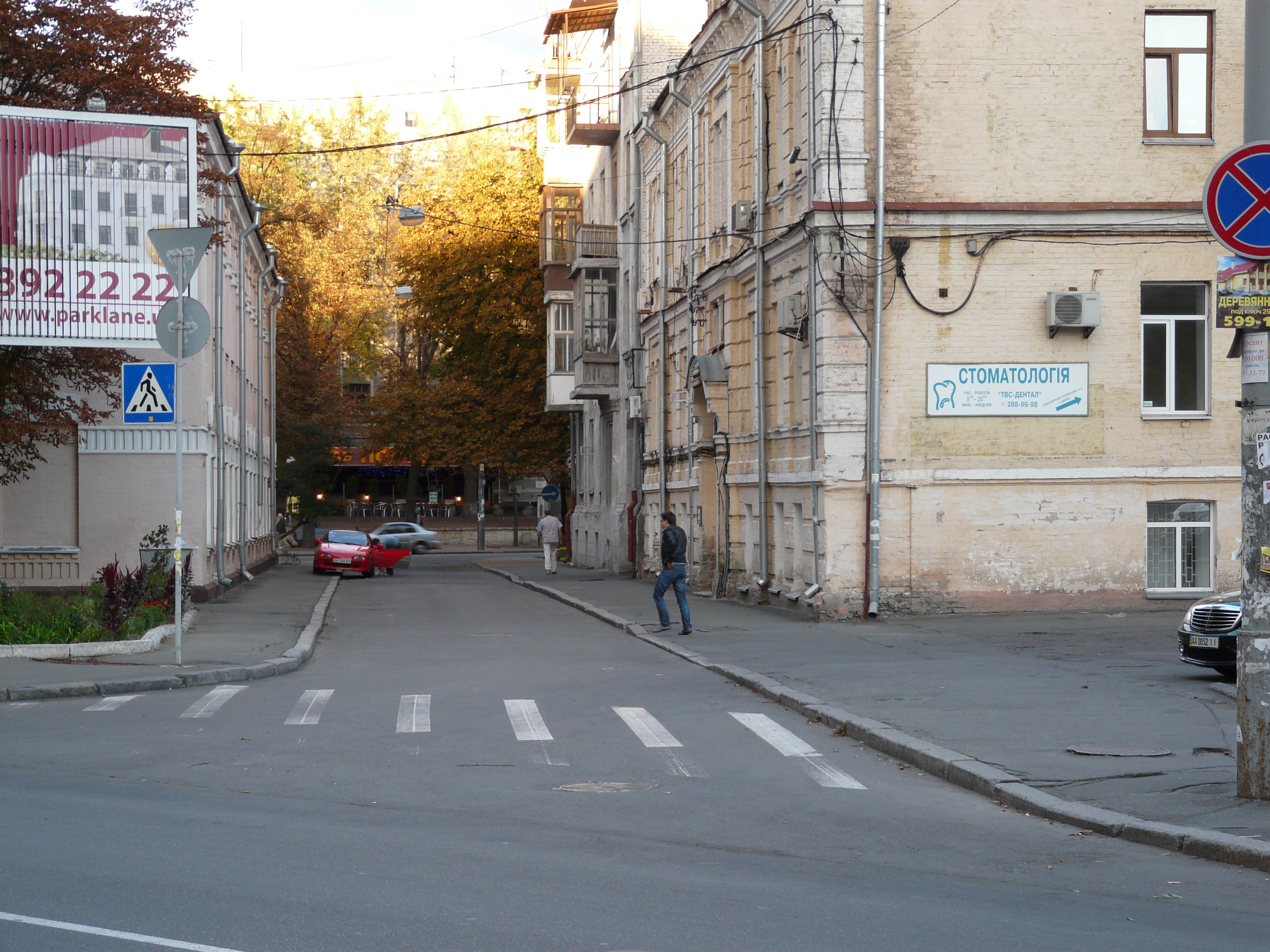
Краєвид провулка з вулиці Князів Острозьких
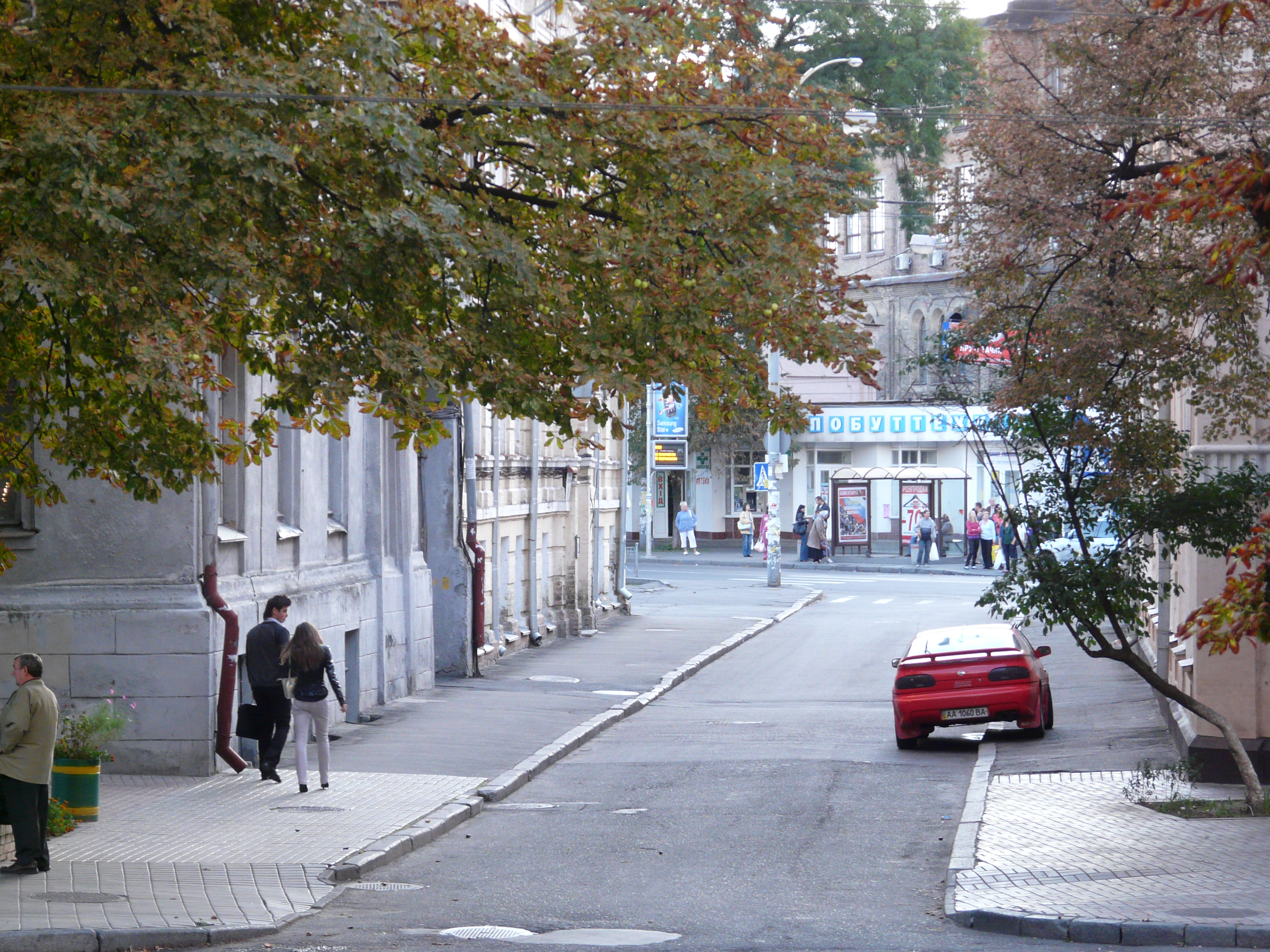
Краєвид з вулиці Івана Мазепи